# Wolfe Island
Wolfe Island är en ö i Kanada.   Den ligger i provinsen Ontario, i den sydöstra delen av landet, 140 km söder om huvudstaden Ottawa. Arean är 124 kvadratkilometer.
Runt Wolfe Island är det glesbefolkat, med 9 invånare per kvadratkilometer.